# 鈴木のりたけ
鈴木 のりたけ（すずき のりたけ、1975年7月 - ）は、日本の絵本作家、イラストレーター。

## 来歴
静岡県浜松市中央区生まれ。静岡県立浜松北高等学校、一橋大学社会学部卒業。大学卒業後？1998年JR東海に総合職として入社。研修で東海道新幹線の運転士も経験したが、やりたいことではなかったことから2年で退社。グラフィックデザインを学び、デザイン会社シルフに勤務。会社員、グラフィックデザイナーを経た絵本作家。『ぼくのトイレ』（PHP研究所）で第17回日本絵本賞読者賞、『しごとば　東京スカイツリー』（ブロンズ新社）で第62回小学館児童出版文化賞を受賞。

## 主な著作

### 絵本
- 『ケチャップマン』（2008年1月、文芸社ビジュアルアート、ISBN 978-4862645999）
- 『かわ』（2010年7月、幻冬舎、ISBN 978-4344018679）
- 『おしりをしりたい』（2012年12月、小学館、ISBN 978-4097264866）
- 『おつかいくん』（2013年10月、小学館、ISBN 978-4097265191）
- 『おえかきしりとり』 作：新井洋行、鈴木のりたけ、高畠那生、よしながこうたく（2014年7月、講談社、ISBN 978-4061325821）
- 『たべもんどう』（2015年6月、ブロンズ新社、ISBN 978-4893096043）
- 『おならをならしたい』（2015年9月、小学館、ISBN 978-4097265733）
- 『ケチャップマン』（2015年11月、ブロンズ新社、ISBN 978-4893096104）※2008年発売の同名作品の復刻版。
- 『とんでもない』（2016年2月、アリス館、ISBN 978-4752007302）
- 『おつかい おねがい！ おつかいくん』（2016年7月、小学館、ISBN 978-4097266631）
- 『ぼくとばく』（2017年3月、小学館、ISBN 978-4097267065）
- 『ねるじかん』（2018年5月、アリス館、ISBN 978-4752008392）
- 『カ どこいった？』（2018年11月、小学館、ISBN 978-4097268208）
- 『らくがきボール』（2019年2月、小学館、ISBN 978-4097268369）※楕円形の絵本。日本ラグビーフットボール選手会監修。
- 『へんがおたいそう』（2019年10月、NHK出版、ISBN 978-4140361368）※鈴木がイラストを担当したNHK『みんなのうた』の楽曲「変顔体操」を原案とする絵本。
- 『うちゅうずし』（2020年7月、角川書店、ISBN 978-4041083673）
- 『どこちゃん』（2020年7月、PHP研究所、ISBN 978-4569789422）
- 『なんでもない』（2021年2月、アリス館、ISBN 978-4752009535）
- 『大ピンチずかん』（2022年2月、小学館、ISBN 978-4097251385）
- 『大ピンチずかん2』（2023年11月、小学館、ISBN 978-4097252436）

#### 「しごとば」シリーズ
- 『しごとば』（2009年3月、ブロンズ新社、ISBN 978-4893094612）
- 『続・しごとば』（2010年1月、幻冬舎、ISBN 978-4893094896）
- 『続々・しごとば』（2011年1月、ブロンズ新社、ISBN 978-4893095091）
- 『しごとば 東京スカイツリー』（2012年4月、ブロンズ新社、ISBN 978-4893095428）
- 『もっと・しごとば』（2014年5月、ブロンズ新社、ISBN 978-4893095831）
- 『やっぱり・しごとば』（2020年2月、ブロンズ新社、ISBN 978-4893096708）

#### 「ゆうぐ」シリーズ
- 『す～べりだい』（2015年2月、PHP研究所、ISBN 978-4569784489）
- 『ぶららんこ』（2015年2月、PHP研究所、ISBN 978-4569784496）
- 『すなばばば』（2016年12月、PHP研究所、ISBN 978-4569786124）

#### 「ぼくの」シリーズ
- 『ぼくのおふろ』（2010年6月、PHP研究所、ISBN 978-4569780610）
- 『ぼくのトイレ』（2011年8月、PHP研究所、ISBN 978-4569781662）
- 『ぼくのふとん』（2013年11月、PHP研究所、ISBN 978-4569783611）
- 『ぼくのがっこう』（2021年5月、PHP研究所、ISBN 978-4569789972）

#### 「おでこはめえほん」シリーズ
- 『けっこんしき』（2017年11月、ブロンズ新社、ISBN 978-4893096388）
- 『はくぶつかん』（2018年6月、ブロンズ新社、ISBN 978-4893096463）

### 児童書
- 『10歳の質問箱 なやみちゃんと55人の大人たち』 編：日本ペンクラブ「子どもの本」委員会（2015年6月、小学館、ISBN 978-4092271814）
- 『続 10歳の質問箱 なやみちゃん、絶体絶命！』 編：日本ペンクラブ「子どもの本」委員会（2017年10月、小学館、ISBN 978-4092271937）※表紙、挿絵、寄稿

### エッセイ
- 『そだてば こそだてのげんばを実況中継』（2013年12月、朝日新聞出版、ISBN 978-4023312555）

## メディア出演

### テレビ
- 情熱大陸 Vol.1263（2023年8月6日、MBS・TBS系列局）[1]
- あさイチ（2025年3月7日、NHK）[6]

- 徹子の部屋（2025年7月22日、テレビ朝日系列）[7]